# Chrysotoxum octomaculatum
Chrysotoxum octomaculatum — вид двокрилих комах родини повисюхові мухи, один з 19 європейських видів великого роду Chrysotoxum. Дорослі особини живляться на квітах, личинка цього виду невідома. Палеарктичний вид, широко розповсюджений.

## Опис
Відносно велика муха, що мімікрує під суспільних ос (Vespidae). Антени довгі, їхній третій членик коротший за довжину першого й другого, узятих разом. Груди чорні, з широкими жовтими смугами, щиток жовтий з чорною плямою посередині. Черевце грушеподібне, переважно жовте, з чорними перепасками. Принаймні одна з чорних перепасок у передній частині 3-5 тергітів черевця перервана жовтим перед бічним краєм.
У самиць щиток комах з короткими жовтими волосками.

### Близькі види
Схожа на близький європейський вид Chrysotoxum verralli. C. verralli відрізняється довшим 3-м члеником антен, який тієї ж довжини, що й 1-й і 2-й разом. Також подібна на інші види Chrysotoxum elegans і Chrysotoxum festivum, у яких нема жовтих плям на чорних перепасках 3-5-го тергітів черевця. Генетичний аналіз показав, що найближчим видом у Європі є Chrysotoxum vernale.

## Спосіб життя
У Криму відомий на узліссях, галявинах гірських лісів та парків. В Англії поширений у вологих біотопах. Імаго трапляються з травня до вересня, пік у Криму в травні-червні, в Англії — в червні. У Криму мухи живляться на суцвіттях Physospermum danaa, рідше на бутні бульбистому, смирнію пронизанолистому, водному хріні, скумпії звичайній. В Англії самки часто відвідують квітки та суцвіття рослин роду жовтець, Rhododendron ponticum та жарновцю віниковому, відпочивають на осоці гостроподібній. Також відмічаються на квітках рослин родів еріка, молочай, підмаренник, поросинець, а також на вересі звичайному та троянді зморшкуватій.
Личинка цього виду невідома, але личинки деяких інших видів роду живуть у мурашниках.

## Ареал
Вузькоєвроазійський вид, ареал охоплює Європу, Кавказ, Казахстан, Західний Сибір до річки Об та Алтаю. Поширений у більшій частині Європи, зокрема на півдні Англії, в Італії, Австрії, Фінляндії, Україні. В Україні відомий по всій території, зокрема в Луганській області, Хмельницькій області, Криму. У Криму відсутній у степових районах, наявний у північних передгір'ях та у верхньому й середньому ярусі схилів Південного узбережжя.

## Охорона
Вид є рідкісним у Англії, включений у розділ 41 Акту щодо природного довкілля й сільських спільнот 2006 року як вид важливий для охорони біорізноманіття”. Також відмічалося зникнення виду в Шлезвігу на півночі Німеччини в 1980-ті.